# Muela del Diablo
La Muela del Diablo, conocido localmente como Auki Kollo, es una formación rocosa ubicada en el municipio de La Paz, Bolivia, a 3825 metros de altura. Se encuentra en la comunidad de Chiaraque, además de las zonas de Pedregal, Auquisamaña y Los Pinos. La Muela del Diablo es un atractivo turístico visible desde La Paz y El Alto.

## Descripción
Es una inmensa formación rocosa con forma de muela humana que se yergue por sobre las demás, de  color negro, de ahí el nombre Muela del Diablo. Está ubicada en la comunidad de Chiaraque.

## Mitos y leyendas
Algunos pobladores narran ciertos cuentos o leyendas sobre esta colina. Se dice que hubo una batalla campal entre ángeles y demonios en el cielo, uno de los arcángeles golpeó a un demonio y éste escupió su muela cayendo donde actualmente se encuentra la serranía en plena lucha. También cuentan que las personas que la visitan quedan encantadas, además se dice también que allí habitan duendes, incluso ciertos testimonios sobre personas desaparecidas.[cita requerida]

## Turismo
Es visitada por turistas y aficionados, se puede ir caminando o en vehículo por una carretera asfaltada, está permitido acampar. Queda al sur de la ciudad y se accede a través del barrio  El Pedregal hasta llegar a la comunidad de Chiaraque, debido a su formación rocosa, es utilizado para escalado con cuerdas y Bulder.

## Véase también

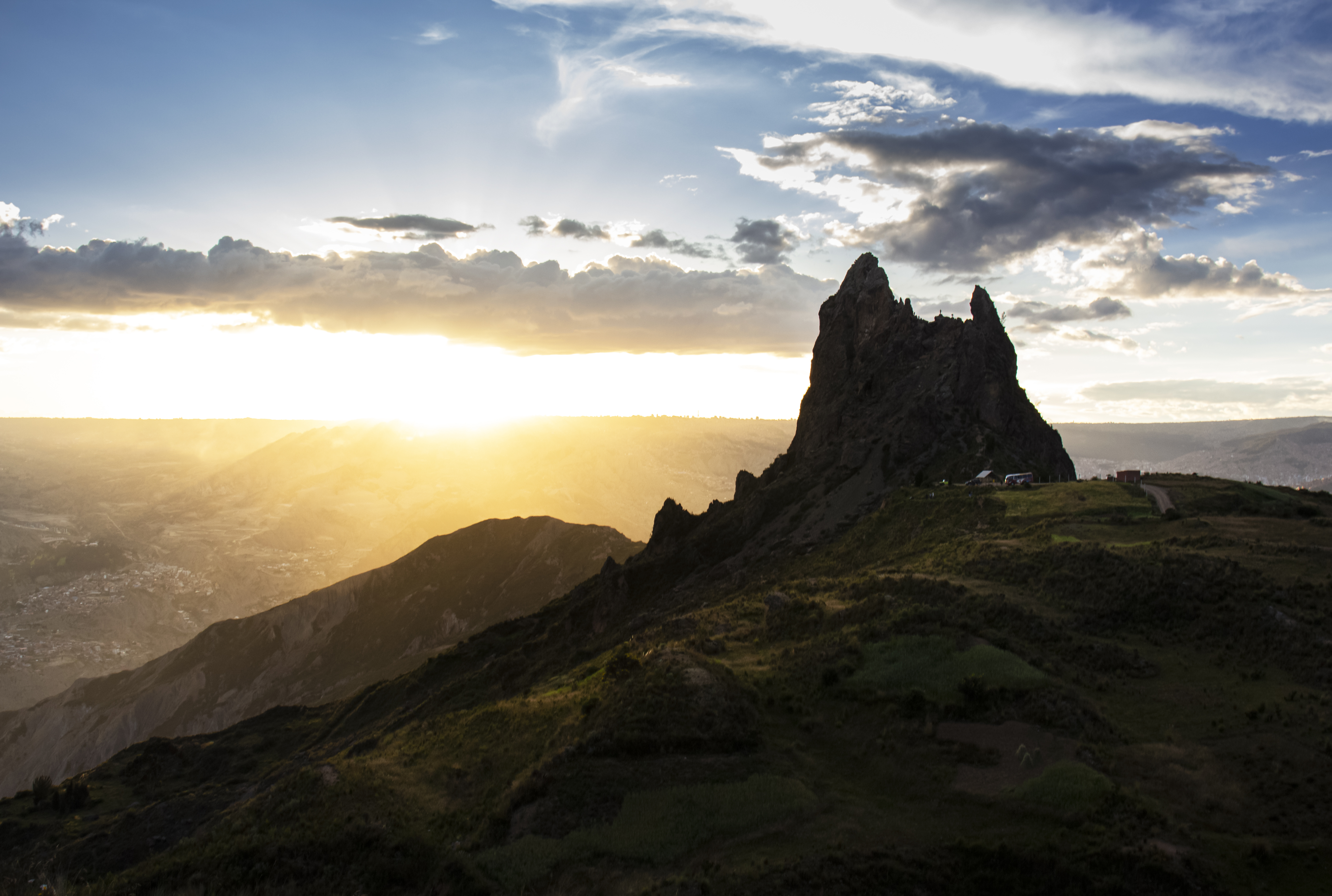
Vista de la Muela del Diablo al atardecer.